# 최민주
최민주(2003년 6월 30일 ~ )는 대한민국의 여자 농구 선수이다. 현재 한국여자프로농구(WKBL) 부산 BNK 썸 소속이다. 포지션은 센터이다.

## 학력
- 전주풍남초등학교
- 전주기전중학교
- 숙명여자고등학교

## 경력

### 클럽
- 2021년 ~ 현재 : 부산 BNK 썸

## 방송
- 2017년 KBS1 《동행》 (입단하기전에 출연)

## 수상 내역
- WKBL 챔피언: 2024 ~ 2025